# マニラ海溝

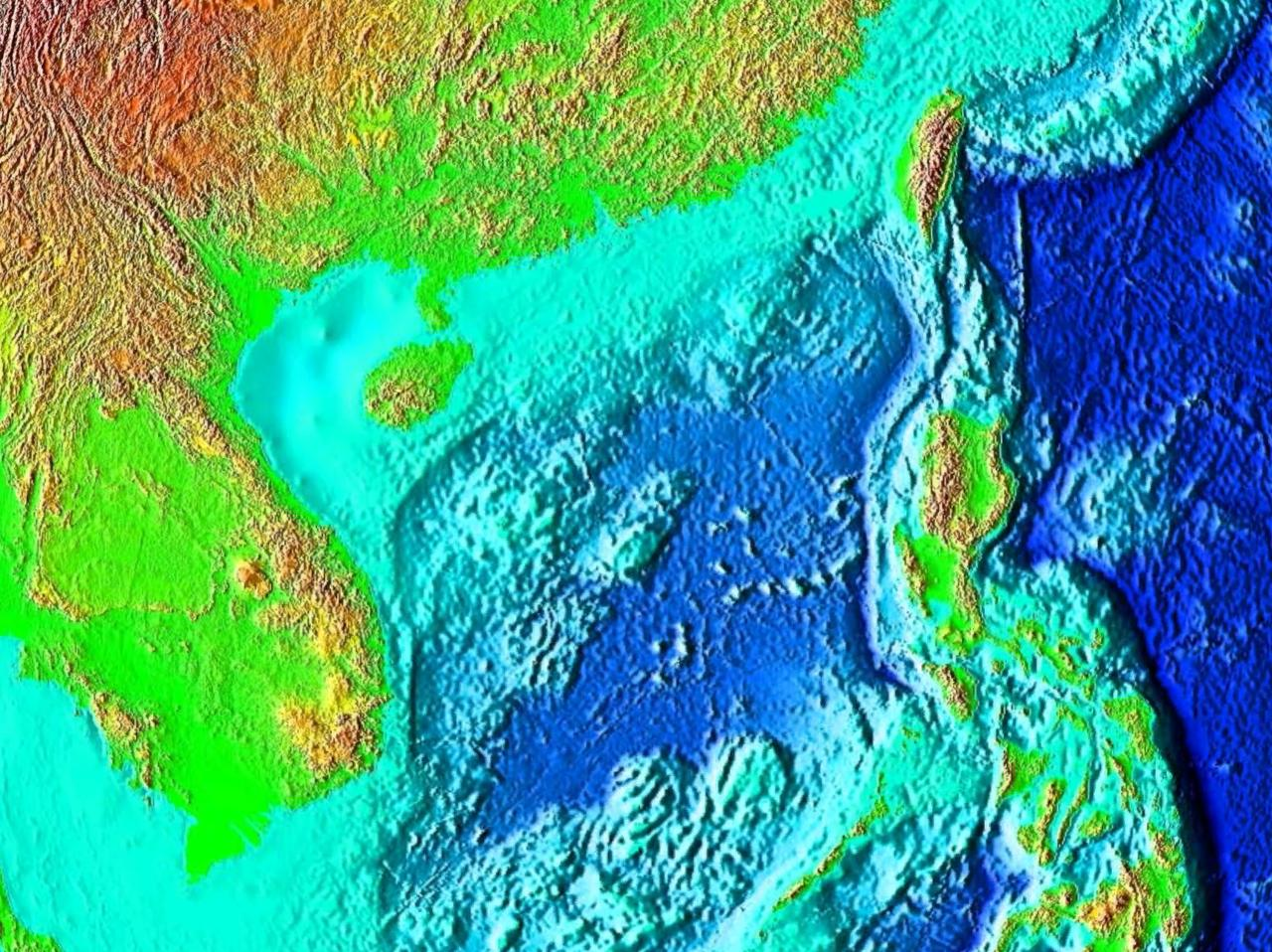
南シナ海の海底地形

マニラ海溝（マニラかいこう、Manila Trench）は南シナ海東部の台湾南西沖から、ルソン島西方沖を通ってミンドロ島西岸に至る、南北に連なる全長約1,200kmの海溝。最深部は約 5,000 m。
この海溝から、漸新世～前期中新世に形成された背弧海盆である南シナ海盆（ユーラシアプレート）が、フィリピン（フィリピン海プレート）の下に東傾斜で沈み込みこんでいる収束型のプレート境界となっている。スラブは深さ500km程度まで到達しており、火山前線であるルソン火山弧が形成されている。
海溝の北部（N 17-22°）では付加体が発達しており、前弧リッジの恒春海脊（Hengchun Ridge）と前弧海盆の北ルソントラフが形成されている。N 19°以北では前弧リッジの東縁に沿って、プレート間相対運動に対する海溝軸の斜め沈み込みによるslip partitioningで、左横ずれ断層が形成されている。N 16°付近では珍贝—黄岩海山链（Scarborough Seamounts）の東端が沈み込んでいる。海溝南端付近で海溝軸がN-SからNW-SEに屈曲し、左横ずれ断層のルバン・ベルデ水路断層系が分岐する。また、北緯22度以北では台湾地塊が、北緯13度以南ではパラワン島がミンドロ島に衝突し、沈み込み帯から衝突帯に遷移している。
マニラ海溝・ネグロス海溝・スールー海溝は後期中新世までは一連の沈み込み帯であった。しかし、台湾・パラワン島・スールー諸島の大陸地殻衝突などにより、ルソン島南部以南では西フィリピン海盆の沈み込みによりフィリピン海溝が、セレベス海盆の沈み込みによりコタバト海溝が形成。また台湾では変位の主要な場が西部のdeformation frontではなく東部の縱谷斷層となった。これら台湾からモルッカ海にかけて複雑にリソスフェアが変形している領域であるフィリピン変動帯が形成された。
現在のフィリピン付近のユーラシアプレートとフィリピン海プレートの全体的な相対速度は年間約9cmで、マニラ海溝では北端・ルソン島北部沿岸・南端でそれぞれ年間約5cm・約9cm・約5cmの変位を担っていると推定されている。その一方、レガスピがフィリピン諸島に到達・征服した1560年代以降の記録ではマニラ海溝沿いを震源とするMw7.6以上の地震は知られていない。これは、マニラ海溝メガスラストのカップリングが弱いか、逆に非常に強固であることを示唆する。どちらかであるか2021年現在はっきりしていない。津波堆積物と歴史記録から、1076年に南シナ海沿岸で発生した津波が、マニラ海溝で発生したMw9程度の地震が波源である可能性が指摘されている。